# 蒙哥馬利 (印地安納州)
蒙哥馬利（英語：Montgomery）是一個位於美國印地安納州戴維斯縣的城鎮。

## 地理
蒙哥馬利的座標為38°39′48″N 87°02′50″W / 38.66333°N 87.04722°W，而該地的平均海拔高度為161米（即528英尺）。

## 人口
根據2010年美國人口普查的數據，蒙哥馬利的面積為0.63平方千米，當中陸地面積為0.63平方千米，而水域面積為0.00平方千米。當地共有人口343人，而人口密度為每平方千米544人。